# Équipe de Géorgie masculine de handball
L'équipe de Géorgie masculine de handball représente la fédération géorgienne de handball lors des compétitions internationales.
Avant l'indépendance du pays en 1991, les handballeurs Géorgiens (tel Alexandre Anpilogov) évoluaient sous l'égide de l'Union soviétique. L'équipe ne s'est jamais qualifiée ni pour les Jeux olympiques ni pour un Championnat du monde. Mais au terme des qualifications (en) du Championnat d'Europe 2024, la Géorgie parvient pour la première fois à se qualifier pour un Championnat d'Europe.

## Parcours en compétitions internationales
| Année | Rang                    | J                       | G                       | N                       | P                       | BP                      | BC                      | D                       |
| ----- | ----------------------- | ----------------------- | ----------------------- | ----------------------- | ----------------------- | ----------------------- | ----------------------- | ----------------------- |
| 1992  | non qualifiée           | non qualifiée           | non qualifiée           | non qualifiée           | non qualifiée           | non qualifiée           | non qualifiée           | non qualifiée           |
| 1996  | non qualifiée           | non qualifiée           | non qualifiée           | non qualifiée           | non qualifiée           | non qualifiée           | non qualifiée           | non qualifiée           |
| 2000  | non qualifiée           | non qualifiée           | non qualifiée           | non qualifiée           | non qualifiée           | non qualifiée           | non qualifiée           | non qualifiée           |
| 2004  | non qualifiée           | non qualifiée           | non qualifiée           | non qualifiée           | non qualifiée           | non qualifiée           | non qualifiée           | non qualifiée           |
| 2008  | non qualifiée           | non qualifiée           | non qualifiée           | non qualifiée           | non qualifiée           | non qualifiée           | non qualifiée           | non qualifiée           |
| 2012  | non qualifiée           | non qualifiée           | non qualifiée           | non qualifiée           | non qualifiée           | non qualifiée           | non qualifiée           | non qualifiée           |
| 2016  | non qualifiée           | non qualifiée           | non qualifiée           | non qualifiée           | non qualifiée           | non qualifiée           | non qualifiée           | non qualifiée           |
| 2020  | non qualifiée           | non qualifiée           | non qualifiée           | non qualifiée           | non qualifiée           | non qualifiée           | non qualifiée           | non qualifiée           |
| 2024  | Qualifications en cours | Qualifications en cours | Qualifications en cours | Qualifications en cours | Qualifications en cours | Qualifications en cours | Qualifications en cours | Qualifications en cours |
| Total | 0/8                     | 0                       | 0                       | 0                       | 0                       | 0                       | 0                       | 0                       |

| Année  | Rang          | J             | G             | N             | P             | BP            | BC            | D             |               |
| ------ | ------------- | ------------- | ------------- | ------------- | ------------- | ------------- | ------------- | ------------- | ------------- |
| 1994   | non qualifiée | non qualifiée | non qualifiée | non qualifiée | non qualifiée | non qualifiée | non qualifiée | non qualifiée | non qualifiée |
| 1996   | non qualifiée | non qualifiée | non qualifiée | non qualifiée | non qualifiée | non qualifiée | non qualifiée | non qualifiée | non qualifiée |
| 1998   | non qualifiée | non qualifiée | non qualifiée | non qualifiée | non qualifiée | non qualifiée | non qualifiée | non qualifiée | non qualifiée |
| 2000   | non qualifiée | non qualifiée | non qualifiée | non qualifiée | non qualifiée | non qualifiée | non qualifiée | non qualifiée | non qualifiée |
| 2002   | non qualifiée | non qualifiée | non qualifiée | non qualifiée | non qualifiée | non qualifiée | non qualifiée | non qualifiée | non qualifiée |
| 2004   | non qualifiée | non qualifiée | non qualifiée | non qualifiée | non qualifiée | non qualifiée | non qualifiée | non qualifiée | non qualifiée |
| 2006   | non qualifiée | non qualifiée | non qualifiée | non qualifiée | non qualifiée | non qualifiée | non qualifiée | non qualifiée | non qualifiée |
| 2008   | non qualifiée | non qualifiée | non qualifiée | non qualifiée | non qualifiée | non qualifiée | non qualifiée | non qualifiée | non qualifiée |
| 2010   | non qualifiée | non qualifiée | non qualifiée | non qualifiée | non qualifiée | non qualifiée | non qualifiée | non qualifiée | non qualifiée |
| 2012   | non qualifiée | non qualifiée | non qualifiée | non qualifiée | non qualifiée | non qualifiée | non qualifiée | non qualifiée | non qualifiée |
| 2014   | non qualifiée | non qualifiée | non qualifiée | non qualifiée | non qualifiée | non qualifiée | non qualifiée | non qualifiée | non qualifiée |
| 2016   | non qualifiée | non qualifiée | non qualifiée | non qualifiée | non qualifiée | non qualifiée | non qualifiée | non qualifiée | non qualifiée |
| 2018   | non qualifiée | non qualifiée | non qualifiée | non qualifiée | non qualifiée | non qualifiée | non qualifiée | non qualifiée | non qualifiée |
| / 2020 | non qualifiée | non qualifiée | non qualifiée | non qualifiée | non qualifiée | non qualifiée | non qualifiée | non qualifiée | non qualifiée |
| / 2022 | non qualifiée | non qualifiée | non qualifiée | non qualifiée | non qualifiée | non qualifiée | non qualifiée | non qualifiée | non qualifiée |
| 2024   | 18            | 3             | 1             | 0             | 2             | 77            | 95            | −18           |               |
| Total  | 1/16          | 3             | 1             | 0             | 2             | 77            | 95            | −18           |               |

| Année  | Rang          | J             | G             | N             | P             | BP            | BC            | D             |               |
| ------ | ------------- | ------------- | ------------- | ------------- | ------------- | ------------- | ------------- | ------------- | ------------- |
| 1993   | non qualifiée | non qualifiée | non qualifiée | non qualifiée | non qualifiée | non qualifiée | non qualifiée | non qualifiée | non qualifiée |
| 1995   | non qualifiée | non qualifiée | non qualifiée | non qualifiée | non qualifiée | non qualifiée | non qualifiée | non qualifiée | non qualifiée |
| 1997   | non qualifiée | non qualifiée | non qualifiée | non qualifiée | non qualifiée | non qualifiée | non qualifiée | non qualifiée | non qualifiée |
| 1999   | non qualifiée | non qualifiée | non qualifiée | non qualifiée | non qualifiée | non qualifiée | non qualifiée | non qualifiée | non qualifiée |
| 2001   | non qualifiée | non qualifiée | non qualifiée | non qualifiée | non qualifiée | non qualifiée | non qualifiée | non qualifiée | non qualifiée |
| 2003   | non qualifiée | non qualifiée | non qualifiée | non qualifiée | non qualifiée | non qualifiée | non qualifiée | non qualifiée | non qualifiée |
| 2005   | non qualifiée | non qualifiée | non qualifiée | non qualifiée | non qualifiée | non qualifiée | non qualifiée | non qualifiée | non qualifiée |
| 2007   | non qualifiée | non qualifiée | non qualifiée | non qualifiée | non qualifiée | non qualifiée | non qualifiée | non qualifiée | non qualifiée |
| 2009   | non qualifiée | non qualifiée | non qualifiée | non qualifiée | non qualifiée | non qualifiée | non qualifiée | non qualifiée | non qualifiée |
| 2011   | non qualifiée | non qualifiée | non qualifiée | non qualifiée | non qualifiée | non qualifiée | non qualifiée | non qualifiée | non qualifiée |
| 2013   | non qualifiée | non qualifiée | non qualifiée | non qualifiée | non qualifiée | non qualifiée | non qualifiée | non qualifiée | non qualifiée |
| 2015   | non qualifiée | non qualifiée | non qualifiée | non qualifiée | non qualifiée | non qualifiée | non qualifiée | non qualifiée | non qualifiée |
| 2017   | non qualifiée | non qualifiée | non qualifiée | non qualifiée | non qualifiée | non qualifiée | non qualifiée | non qualifiée | non qualifiée |
| / 2019 | non qualifiée | non qualifiée | non qualifiée | non qualifiée | non qualifiée | non qualifiée | non qualifiée | non qualifiée | non qualifiée |
| 2021   | non qualifiée | non qualifiée | non qualifiée | non qualifiée | non qualifiée | non qualifiée | non qualifiée | non qualifiée | non qualifiée |
| / 2023 | non qualifiée | non qualifiée | non qualifiée | non qualifiée | non qualifiée | non qualifiée | non qualifiée | non qualifiée | non qualifiée |
| Total  | 0/16          | 0             | 0             | 0             | 0             | 0             | 0             | 0             |               |

Autres compétitions
- 8e place du Championnat des pays émergents en 2017 (en)
- Vainqueur du Championnat des pays émergents en 2019 (en)
- Vainqueur du Trophée IHF/EHF 2021 (en)

## Personnalités liées à la sélection
- Roland Eradze (en) : international dans les années 1990
- Giorgi Tskhovrebadze (en) : international dans les années 2020

## Effectif actuel
Les 17 joueurs sélectionnés pour disputer l'Euro 2024 sont :